# Collège national Spiru Haret
 (novembre 2023).
Si vous disposez d'ouvrages ou d'articles de référence ou si vous connaissez des sites web de qualité traitant du thème abordé ici, merci de compléter l'article en donnant les références utiles à sa vérifiabilité et en les liant à la section « Notes et références ».
Le collège national Spiru Haret  (en roumain: Colegiul national Spiru Haret ) est une institution d'enseignement secondaire et supérieur situé dans le centre-ville historique de Bucarest, la capitale de la Roumanie. 

## Historique
Le collège a été fondé en 1913  comme gymnase, et transformé en lycée après la guerre,  en 1920. Il  porte le nom de Spiru Haret, un mathématicien roumain, membre de l’Académie roumaine et ministre de l’instruction. 

## Élèves célèbres
- Ion Magheru

- Nicolae Ciorănescu
- Radu Țițeica
- Grigore Moisil
- Mircea Eliade
- Valeriu Papahagi
- Barbu Brezianu
- Alexandru Elian
- Constantin Noica
- Nicolae Teodorescu
- Corneliu Axemtiec
- Alexandru CIorănescu
- Nicolae Steinhhardt
- Ioan Juvara
- Dinu Erbiceanu
- Alexandru Teodoreanu
- Gheorghe Moisil
- Nestor Ignat
- Alexandru Paleologu
- Radu Patrulius
- Dinu Pillat
- Sergiu Cunescu
- Dan Berindei
- Octavian Paiier
- Paul Cernovodeanu